# Ligularia vorobievii
Ligularia vorobievii là một loài thực vật có hoa trong họ Cúc. Loài này được Vorosch. mô tả khoa học đầu tiên năm 1965.